# Sermaize
Sermaize és un municipi francès, situat al departament de l'Oise i a la regió dels Alts de França. L'any 2007 tenia 236 habitants.

## Demografia

### Població
El 2007 la població de fet de Sermaize era de 236 persones. Hi havia 88 famílies de les quals 16 eren unipersonals (12 homes vivint sols i 4 dones vivint soles), 32 parelles sense fills, 36 parelles amb fills i 4 famílies monoparentals amb fills.
La població ha evolucionat segons el següent gràfic:
Habitants censats

### Habitatges
El 2007 hi havia 95 habitatges, 89 eren l'habitatge principal de la família, 1 era una segona residència i 6 estaven desocupats. Tots els 94 habitatges eren cases. Dels 89 habitatges principals, 74 estaven ocupats pels seus propietaris, 11 estaven llogats i ocupats pels llogaters i 4 estaven cedits a títol gratuït; 1 tenia dues cambres, 5 en tenien tres, 14 en tenien quatre i 69 en tenien cinc o més. 76 habitatges disposaven pel capbaix d'una plaça de pàrquing. A 35 habitatges hi havia un automòbil i a 52 n'hi havia dos o més.

### Piràmide de població
La piràmide de població per edats i sexe el 2009 era:
| Homes | Edats   | Dones |
| ----- | ------- | ----- |
| 0     | 95 o +  | 0     |
| 0     | 90 a 94 | 0     |
| 0     | 85 a 89 | 0     |
| 0     | 80 a 84 | 0     |
| 4     | 75 a 79 | 0     |
| 8     | 70 a 74 | 4     |
| 8     | 65 a 69 | 8     |
| 0     | 60 a 64 | 8     |
| 16    | 55 a 59 | 12    |
| 12    | 50 a 54 | 4     |
| 4     | 45 a 49 | 16    |
| 12    | 40 a 44 | 8     |
| 8     | 35 a 39 | 4     |
| 8     | 30 a 34 | 12    |
| 12    | 25 a 29 | 0     |
| 4     | 20 a 24 | 4     |
| 12    | 15 a 19 | 12    |
| 4     | 10 a 14 | 4     |
| 0     | 5 a 9   | 0     |
| 4     | 0 a 4   | 4     |

## Economia
El 2007 la població en edat de treballar era de 160 persones, 124 eren actives i 36 eren inactives. De les 124 persones actives 112 estaven ocupades (65 homes i 47 dones) i 12 estaven aturades (1 home i 11 dones). De les 36 persones inactives 13 estaven jubilades, 12 estaven estudiant i 11 estaven classificades com a «altres inactius».

### Ingressos
El 2009 a Sermaize hi havia 93 unitats fiscals que integraven 249,5 persones, la mediana anual d'ingressos fiscals per persona era de 17.744 €.

### Activitats econòmiques
Dels 5 establiments que hi havia el 2007, 1 era d'una empresa de fabricació d'altres productes industrials, 2 d'empreses de construcció, 1 d'una empresa de serveis i 1 d'una empresa classificada com a «altres activitats de serveis».
Els 2 serveis als particulars que hi havia el 2009 eren paletes.
L'any 2000 a Sermaize hi havia 6 explotacions agrícoles que ocupaven un total de 369 hectàrees.

## Equipaments sanitaris i escolars
El 2009 hi havia una escola elemental integrada dins d'un grup escolar amb les comunes properes formant una escola dispersa.

## Poblacions més properes
El següent diagrama mostra les poblacions més properes.